# 리얼 탈출 게임
리얼 탈출 게임(リアル脱出ゲーム)은 SCRAP
가 기획, 운영하는 수수께끼 이벤트로 회사가 상표 등록을 취득했다. 주 게임 방식은 참가자 자신이 현장 지형지물과 키트에서 주어지는 다양한 팁을 활용하여 참여하는 공간에서 탈출하는 것으로, 처음 인터넷 상에서의 "탈출 게임"의 현실 버전으로 전개되었다.

## 개요
2007년 7월에 교토에서 제 1 탄 이벤트가 개최된 이래, 홋카이도에서 오키나와까지 일본의 다양한 도시에서 개최되고 있다. 또한 도쿄의 경우 도쿄 미스테리 서커스라는 빌딩이 건립되어 상시 운영되고 있고 인터넷을 통해서 예약제로 참여할 수 있다. 주요 내용으로는 실내에 놓인 팁 등을 바탕으로하여 제한 시간 내에 방에서 탈출하는 수수께끼 게임을 메인으로 하고 있다. 난이도는 증가에서 기본적으로 몇몇 협력하여 수수께끼를 풀어 가게 된다. 또한 야외형 이벤트로 학교나 병원, 창고와 같은 중규모 공간은 물론 도쿄 돔과 같은 대규모 공간에서의 대형 이벤트 등도 행해지고 있다. 2014년부터는 매해 10월부터 이듬해 1월 말까지 도쿄 메트로와 협약, 도쿄 시내를 배경으로 퀘스트를 수행하는 도쿄 메트로 언더그라운드 미스테리가 개최된다(이벤트 개요 참고 이벤트 세부 내용 참고). 일본어와 영어 2개국어가 제공된다.
주최자의 카토 타카오에 따르면, '리얼 탈출 게임' 이벤트를 생각하는데 팁으로 된 것은 명칭대로 인터넷에서 놀 수있는 「탈출 게임"( 웹 게임 )이다.
이벤트에 참가하려면 인터넷 등으로 사전에 신청하고 티켓을 구입해야 한다. 또한 일부 이벤트는 선착순이 아닌 추첨으로 참여하는 경우도 있다.
하라주쿠 , 시부야 , 도겐 자카, 히가시 신주쿠 , 나고야 , 교토, 하카타 에 기존 형식의 「리얼 탈출 공간」및 「리얼 탈출 룸」이 (2013년 12월 시점 · 도겐 나고야는 2014년 1월 오픈 예정) 수시 이벤트를 실시하고 있다(자세한 것은 후술). 또한 일본 국외에도 진출하고 있으며, 지금까지 샌프란시스코 ( 미국 ), 서울 ( 한국 ), 베이징 , 상하이 ( 중국 ), 싱가포르 , 타이베이 ( 대만 ) 등에서 개최하고 있다. 이벤트의 내용은 주로 독창적인 것이지만, 「명탐정 코난」이나 「바이오 해저드」, 「자각 TV」등 다양한 작품 프로그램과의 콜라보 기획도 있다. 또한 2011년에는 후지큐 하이랜드에서 「에반게리온」와 합작으로 '사도 탈출 '이라는 이벤트도 진행하였다.
이 밖에 일반 리얼 탈출 게임과는 취지가 조금 다르지만, 실제 책방에서 수수께끼를 즐기는 「리얼 게임 북 시리즈」 및 게임 센터에서 아케이드 게임기 등을 사용한 수수께끼를 즐기는 「리얼 탈출 게임 센터 시리즈」( 타이토 가 협력) 같은 기획도 있다. 또한 SCRAP 협력하여 리얼 탈출 게임의 특성을 살린 온라인 게임 과 앱 게임 더 텔레비전 드라마·영화 작품 등이 제작되고 있다.

## 기존형 점포
2013년 12월 현재 다음의 상설 형 리얼 탈출 공간과 룸이 설치되어있어 수시로 이벤트를 개최하고 있다. 또한 이벤트에 참가하려면 사전에 티켓을 구입할 필요가 있다. 자세한 내용은 홈페이지를 참고해 주세요.

## 컴퓨터 게임

### 인터넷
인터넷에서 실시간으로 수수께끼를 즐길 수있는 「리얼 탈출 게임 온라인 보관됨 2014-01-04 - 웨이백 머신」(REGAME)이 지금까지 몇 차례 개최되고있다.
- vol.01 「귀신 하우스 탈출 "(2012년 7월 24일 개최)
- vol.02 「사일런트 큐브에서 탈출 '(2013년 2월 9일 개최)
- vol.03 「신 · 인 늑대 마을에서 탈출 "(2013년 4월 18-20 일 개최)

### 앱
리얼 탈출 게임 관련 앱으로 「1주일 게임 보관됨 2013-10-04 - 웨이백 머신」이 있다. 개발 · 판매는 SCRAP가 한다. 일주일만에 실시간으로 수수께끼를 실시하는 게임 앱으로 Android 버전 및 iOS 버전이 출시되고 있다.
- vol.1 "인랑 마을에서 탈출"
- vol.2 "마커스와 혼혈 유령의 집"

## 드라마 · 영화 작품
2013년, SCRAP사가 제작에 참여하는 수수께끼의 단막극과 연속극이 지상파로 방송되고 있다. 또한 나조토키네마 「마담 마멀레이드 이상한 수수께끼」로 출제 편과 해답편 두 편으로 구성된 영화가 제작되고 있으며, 출제 편이 2013년 10월 25일 해답편가 같은 해 11월 22일에 각각 공개됐다.
- 리얼 탈출 게임 TV - SCRAP이 제작 협력하는 시청자 참여 수수께끼 드라마 (비정기 단발 드라마 · TBS 계열).
- 리얼 탈출 게임 밀실 미소녀 - SCRAP이 기획 협력하고있는 도쿄의 심야 드라마 (연속극 · 테레비 도쿄 ).
- 나조토키네마 보관됨 2013-08-14 - 웨이백 머신  마담 마말레이드의 이상한 수수께끼 - 관객 참가형의 수수께끼 영화 (제작 : 도쿄 · SCRAP 배급 : 도쿄).

## 같이 보기
- 퍼즐 걸스 - SCRAP이 프로듀스하는 여성 아이돌 그룹. 리얼 탈출 게임 「지하 아이돌 관에서 탈출」 「저주받은 오디션 회장에서 탈출」에 출연했다.